# Bermudo II. Leonski
Bermudo II. (Vermudo II.) (956. – 999.) bio je kralj Galicije (982. – 999.) i Leona (984. – 999.).
Bermudo je vjerojatno bio sin Ordoña III. i gospe Urake Fernández te je okrunjen 982. godine u katedrali svetog Jakova u Santiago de Composteli.

## Brakovi
Sa svojom prvom suprugom, Velasquitom Ramírez, Bermudo je imao kćer Kristinu. Bermudova je druga žena bila Elvira García, s kojom je Bermudo imao kćeri Sanču i Tereziju te sina, Alfonsa V. Leonskog.